# Hôtel de la Petite Rose
L'hôtel de la Petite Rose est situé à Compiègne, dans le département de l'Oise.

## Historique
L'hôtel est construit au XVIe siècle.
L'édifice est inscrit au titre des monuments historiques par arrêté du 11 avril 1950.